# Agostino Gallo (agronomo)

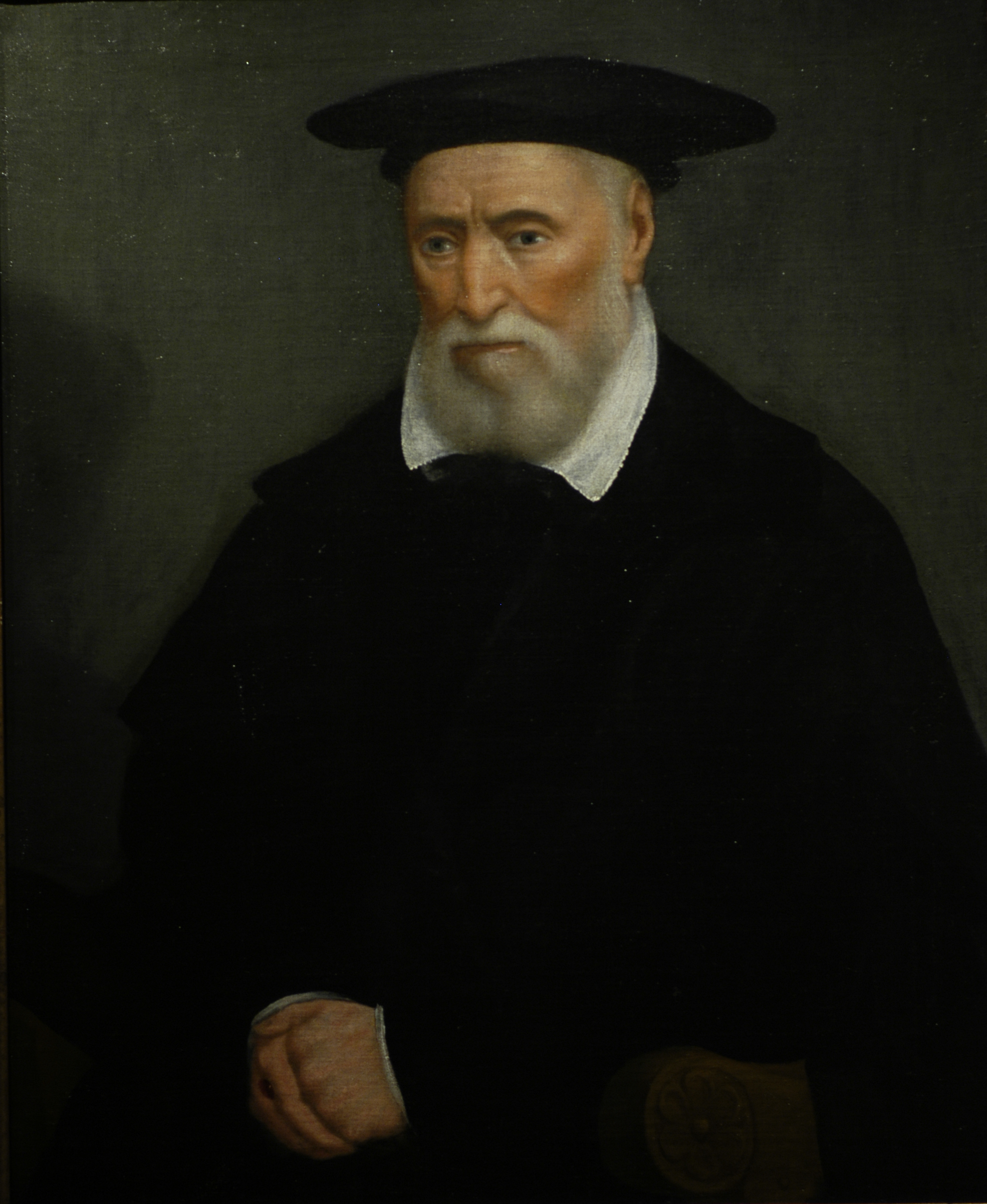
Agostino Galeazzi, ritratto di Agostino Gallo, Milano, collezione Altomani

Agostino Gallo (Cadignano, prima del 14 maggio 1499 – Brescia, prima del 6 settembre 1570) è stato un agronomo italiano, uno dei protagonisti dell'agronomia cinquecentesca, il moto di rinnovamento degli studi agrari di cui, dopo i precorrimenti dello spagnolo Herrera e del poeta italiano Luigi Alamanni, ebbe nell'opera di Gallo la prima espressione inconfondibile.

## Biografia
Gallo pubblica, nel 1564, Le dieci giornate della vera agricoltura e piaceri della villa. L'opera conosce l'immediato successo, che nel Cinquecento si traduce nella ristampa abusiva, a Venezia, di una successione di edizioni che sottraggono all'autore ogni guadagno.
Costretto dalle abitudini dei librai veneziani l'autore bresciano amplia, per ripubblicarla, l'opera, che si converte prima nelle Tredici giornate, la cui seconda edizione porta un'appendice di sette giornate, che in un'edizione successiva sono ricomposte, nel 1572, secondo un piano espositivo nuovo, nelle Venti giornate. La discutibile correttezza dei librai veneziani ha obbligato l'autore a ristrutturare l'opera, nella versione definitiva un capolavoro che ripropone in veste originalissima tutto lo scibile agronomico di quei tempi.
Lo scibile agronomico di Gallo si fonda su quello dei grandi autori latini, in primo luogo di Lucio Columella, il massimo agronomo dell'antichità, ma l'agricoltura che prende corpo nelle pagine dell'opera rinascimentale è radicalmente diversa da quella del mondo latino, è la nuova agricoltura irrigua della Val Padana, l'agricoltura in cui l'acqua spezza la sovranità del frumento inserendo nella rotazione le foraggere che consentono il più ricco allevamento, l'allevamento da cui derivano i formaggi Piacentini e Lodigiani, gli antenati del Parmigiano Reggiano e grana padano. È l'agricoltura in cui hanno conquistato il proprio posto, nei campi lombardi, il mais, pianta americana, il riso, coltura araba proveniente dall'Andalusia, il gelso, destinato al baco da seta, una coltura fino a pochi decenni prima siciliana e calabrese, di cui Gallo comprende per primo le straordinarie potenzialità nel pedecollina prealpino.
Autentico teorico delle nuove colture foraggere, Gallo propone la prima analisi razionale della tecnologia casearia lombarda, la tecnologia del formaggio grana, una tecnologia unica nel vastissimo panorama caseario europeo.
Altrettanto interessanti di quelle casearie le pagine sulla trasformazione dell'uva in vino, nelle quali Gallo attesta la radicale differenza tra i vini italiani e quelli della Francia, dove si è già imposto il gusto moderno del vino, tanto che, come ricorda l'autore bresciano, i cavalieri francesi sono incapaci di bere il vino lombardo, che è ancora il vino medievale, acetoso, oscuro e torbido, privo di ogni aroma, perduto nella troppo lunga fermentazione. Non meno significative le pagine sull'agrumicoltura del Garda, al tempo di Gallo ricchissima attività economica fondata su una tecnologia sericola eccezionalmente avanzata.
Iniziata con Gallo, l'agronomia europea del Rinascimento si compirà col capolavoro dell'epoca, l'opera del francese Olivier de Serres, che non cita mai l'autore italiano.

## Opere
- Dieci giornate della vera agricoltura (1550),